# 愛宕神社 (前橋市)
愛宕神社（あたごじんじゃ）は、群馬県前橋市住吉町2丁目にある神社。旧社格は村社。創建は不詳。

## 歴史
昭和20年、戦災によって旧社殿は焼失したが、御神体等は付近の土蔵に避難させていたため、無事に昭和52年10月社殿が新築された。境内には1820(文政3)年の一対の石燈籠があり、当時の有力者の名前が刻まれている。
市内には複数の愛宕神社があるが、住吉町2丁目の愛宕神社は、前橋城の鬼門除けに祭られたという説もある。

## 祭神
火産霊命（ほむすびのみこと）を祭神としている。

## 祭礼
例祭は春は3月24日、秋は9月24日となっており、2019年（令和元年）現在は、秋の例祭は前橋祭と同日に執り行われている。

## 柳座
柳座は、愛宕神社の西側にかつてあった芝居小屋。
明治時代末期から大正中期に、歌舞伎、新派などが地方巡業を行った。